# Америчка Девичанска Острва на Светском првенству у атлетици на отвореном 1983.
Америчка Девичанска Острва су учествовла на 1. Светском првенству на отвореном 1983. одржаном у Хелсинкију, Финска, од 7. до 14. августа.
На првенству у Хелсинкију Америчка Девичанска Острва представљало је двоје  атлеричар, који се такмичио у три дисциплине.
Представници Америчких Девичанских Острва нису освојили ниједну медаљу, а  Iyiechia Petrus поставила је национални рекорд на 400 метара.

## Учесници
| Мушкарци: - Невил Хоџ — 100 м и 200 м | Жене: - Iyiechia Petrus — 400 м |  |

## Резултати

### Мушкарци
| Атлетичар | Дисциплина | Лични рекорд | Квалификације | Квалификације | Четвртфиналее        | Четвртфиналее        | Полуфинале           | Полуфинале           | Финале               | Финале         | Детаљи |
| Атлетичар | Дисциплина | Лични рекорд | Резултат      | Место         | Резултат             | Место                | Резултат             | Место                |                      |                | Детаљи |
| --------- | ---------- | ------------ | ------------- | ------------- | -------------------- | -------------------- | -------------------- | -------------------- | -------------------- | -------------- | ------ |
| Невил Хоџ | 100 м      | 10.46        | 10.59 (+2,3w) | 6. у гр 8     | није се квалификовао | није се квалификовао | није се квалификовао | није се квалификовао | није се квалификовао | =35. / 65 (67) |        |
| Невил Хоџ | 200 м      | 20.91        | 21.38         | 4. у гр 8 КВ  | 21.38                | 7 у гр 4             | није се квалификовао | није се квалификовао | није се квалификовао | 25. / 50 (57)  |        |

## Жене =
| Атлетичарка     | Дисциплина | Лични рекорд | Квалификација | Квалификација | Четвртфиналее | Четвртфиналее | Полуфинале            | Полуфинале            | Финале                | Финале         | Детаљи |
| Атлетичарка     | Дисциплина | Лични рекорд | Резултат      | Место         | Резултат      | Место         | Резултат              | Место                 |                       |                | Детаљи |
| --------------- | ---------- | ------------ | ------------- | ------------- | ------------- | ------------- | --------------------- | --------------------- | --------------------- | -------------- | ------ |
| Iyiechia Petrus | 400 м      |              | 55,87         | 5. у гр 4 КВ  | 53.43         | 7. у чф 2 НР  | није се квалификовала | није се квалификовала | није се квалификовала | =35. / 65 (67) |        |